# Oedemera virescens
Espèce
Oedemera virescens est une petite espèce d'insectes coléoptères de la famille des Oedemeridae, répandue en Europe.

## Description
C'est un insecte allongé au corps mou et noirâtre.
Les mâles possèdent d'importantes cuisses (métafémurs) postérieures renflées. Les élytres sont divergents à leur extrémité et dévoilent des ailes brunes.

## Biologie et écologie
Oedemera virescens est phytophage. Il se nourrit du nectar et du pollen des fleurs des plantes herbacées (Pissenlit, Renoncules boutons-d'or...) ; les larves se développent sur la partie inférieure de différentes plantes (Séneçon jacobée, Lupin... )
Il est courant dans les prairies fleuries où les adultes sont visibles d'avril à août.

## Habitats
Prairies, lisières forestières. Jusqu'à 2 000 mètres d'altitude.

## Autres espèces du genreOedemera
- Oedemera femorata
- Oedemera nobilis
- Oedemera tristis